# تشوه شكلي

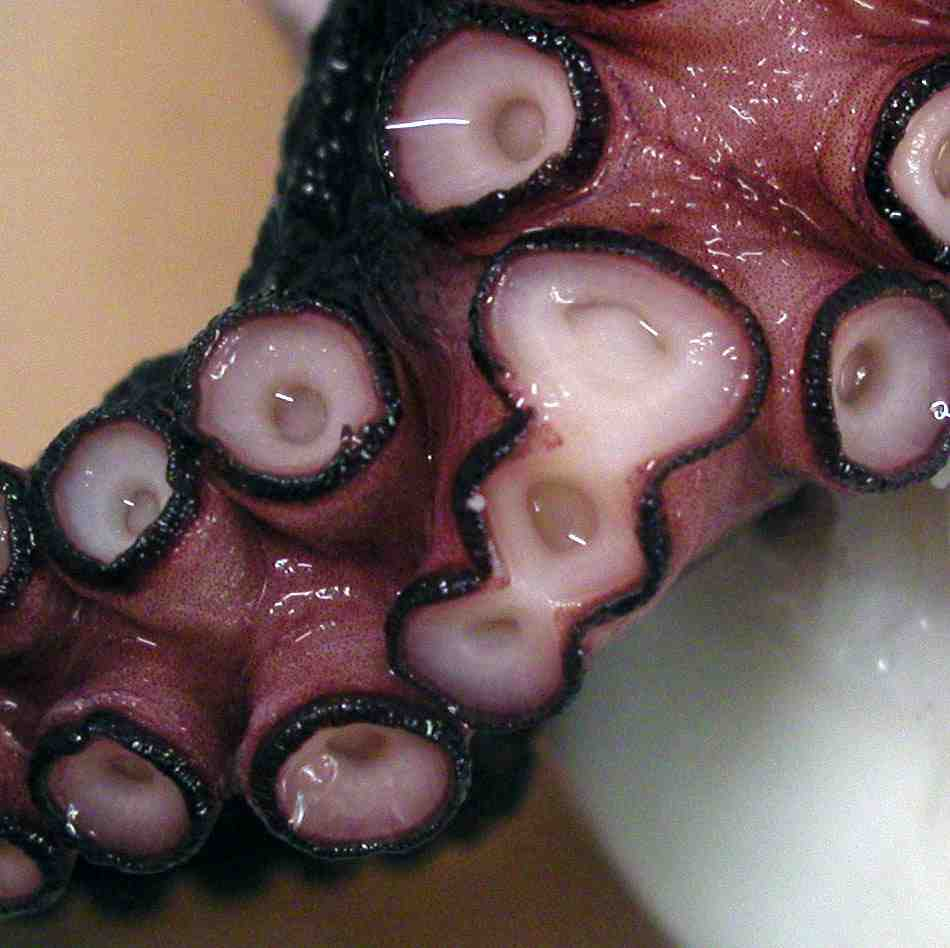
A deformed sucker cluster on an arm of an أخطبوطيات

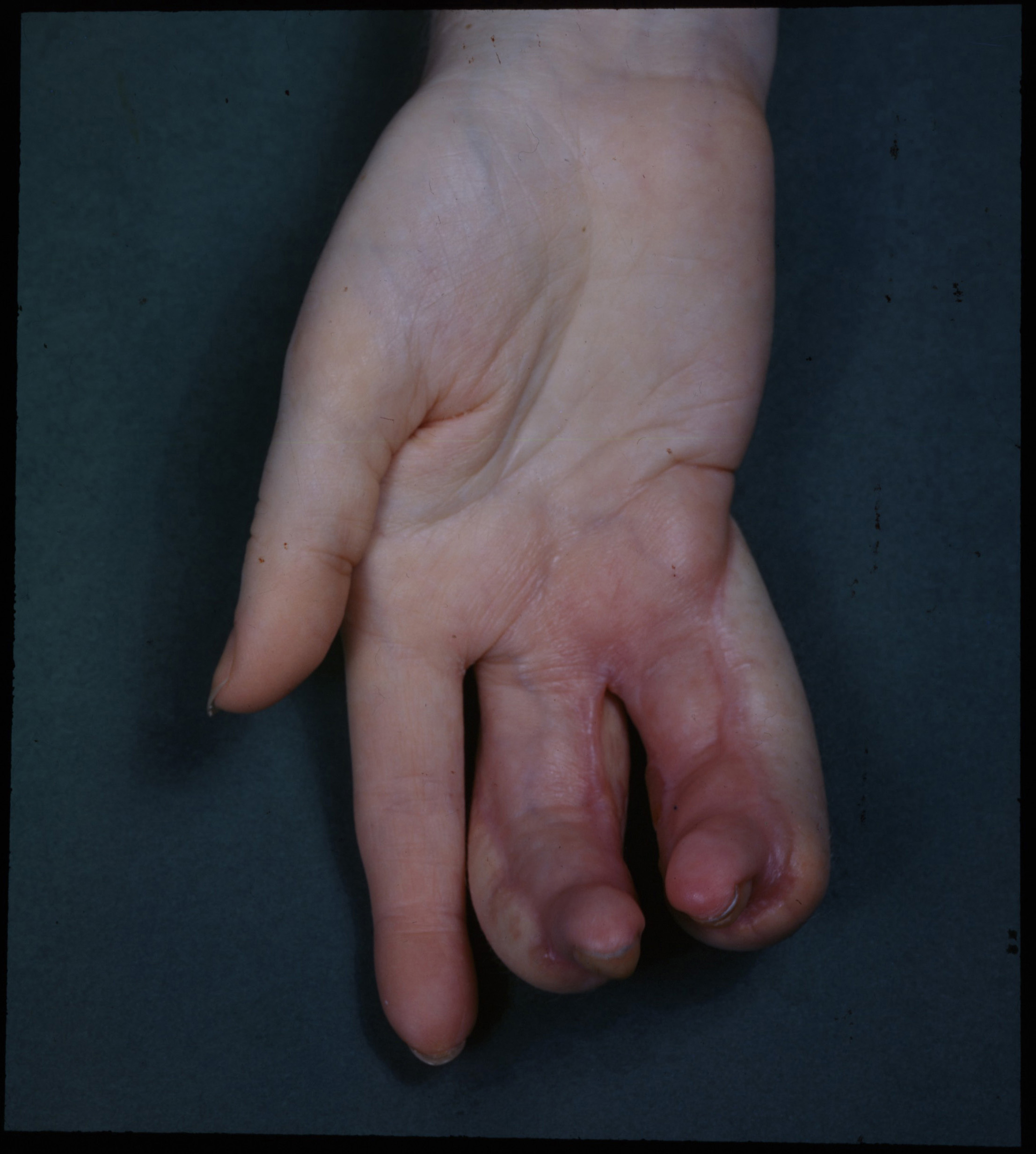
Female hand showing deformity due to x-ray burns. The inflammation is due to excessive radiation, which occurs when x-ray machines are unshielded.

التشوه الشكلي أو العيب الشكلي أو الذَّيْم هو تشوه يحدث في جزء من اجزاء الجسم أو عضو من اعضاءه مقارنة بالشكل الطبيعي لهذا الجزء أو العضو.

## المسببات
للتشوه أسباب عده منها:
- طفرة جينية
- الأضرار التي تصيب الجنين في الرحم
- مضاعفات عند الولادة
- نمو و اضطراب الهرمونات
- جراحة ترميمية ناتجه عن إصابة خطيرة مثل الحروق
- التهاب المفاصل
- ترك الكسور دون ان يتم علاجها بشكل صحيح (سوء التحام )
- قوى خارجية مزمنة مثل تشوه الجمجمة الاصطناعية
- شلل جزئي أو مزمن أو خلل في العضلات خاصة عند الأطفال
- يمكن أن يحدث التشوه في غير البشر كالحيوانات.

## الوفيات
في العديد من حالات التشوه الذي يحدث عند  الولادة قد تؤثر على حياة الطفل وأن لا يبقى طويلا على قيد الحياه. قد تكون الوفاة ناتجه عن المضاعفات الحيوية المفقودة أو غير العاملة، أو العيوب الهيكلية التي تمنع التنفس أو الأكل أو ظهور الوجه بصوره غير طبيعيه أو عدوى قد تؤدي إلى الوفاة.

## في علم الأساطير
في الأساطير تظهر بعض المخلوقات الأسطورية بمتلازمة تشوهية، كالأساطير الأيرلندية الذين يوصفون المخلوقات الأسطوريه بأنهم مشوهون فمثلا يمتلكون عين واحدة أو ساق واحدة أو ذراع واحدة أو لديهم اطراف أكبر من الطبيعية.